# Seo Jeong-ju
Seo Jeong-ju (8 de mayo de 1915 - 24 de diciembre de 2000) fue un profesor universitario y poeta coreano que escribió bajo el seudónimo de Midang (literalmente "inmaduro"). Es considerado el mejor poeta coreano del siglo XX. Fue nominado en cinco ocasiones al Premio Nobel de literatura.

## Biografía
Seo Jeong-ju nació en Gochang, provincia de Jeolla del Norte, y recibió educación tradicional en un seodang hasta 1924. Su abuela le contó muchas historias tradicionales. Las historias que le contó su abuela, su primera educación y sus experiencias de joven influyeron en su estilo literario. Fue a la Universidad Budista Jung-Ang, pero la abandonó en 1936 después de haber participado en una manifestación. En 1936 se publicó su poema "El muro" (Byuk) en el periódico Dong-a Ilbo. Se convirtió en una activista pro-japonés y escribió varios poemas ensalzando el imperialismo japonés en el último periodo de la dominación colonial.
Después de la independencia de Corea, trabajó como profesor de literatura en la Universidad Dongguk y en otras universidades desde 1959 a 1979. Desde la muerte de su mujer en octubre de 2000, apenás comió ni bebió hasta que falleció el 24 de diciembre de 2000.

## Obras
Las primeras obras de Seo Jeong-ju fueron modernistas y surrealistas, influenciadas principalmente por la literatura extranjera. Su primer poemario Serpiente flor (Hwasajip) se publicó en 1941. El libro explora el sentimiento de culpa de la humanidad y el folklore. El poema "Retrato" (Jahwasang) describe a un poeta joven cuyo deseo de aprender se ver interrumpido por culpa del Japón Imperial de 1910. Sin embargo, Midang escribió sobre literatura japonesa para el periódico Mail Ilbo desde 1942 a 1944 bajo el sobrenombre japonés de Datsushiro Shijuo (達城靜雄).
Su influencia en la poesía coreana empieza con la antología Primeros poemas 1941-1960. Su estilo poético posterior fue oriental y nacionalista, y trata sobre la introspección y la redención en el budismo. Su obra se ha traducido a varios idiomas, incluidos al inglés, francés, español y alemán. Según el traductor Brother Anthony, es el creador de la poesía coreana moderna.
La publicación de Aldea de poetas (Siin burak), una publicación del grupo literario que Seo Jeong-ju fundó junto con Kim Dongri y Ham Hyeongsu, marca el inicio de su carrera literaria. Después de la liberación, participó de forma activa en la creación de la Asociación Literaria Juvenil de Joseon (Joseon cheongnyeon munhakga hyeophoe) y en 1949 fue uno de los fundadores de la Asociación de Escritores Coreanos (Hanguk munin hyeophoe). Fue nombrado miembro vitalicio del Centro de Artes (Yesulwon) en 1954. También dio clases de poesía en la Universidad Dongguk.
La influencia de Baudelaire en la poesía temprana de Seo Jeong-ju es inconfundible. Primitivo e incluso demoníaco en el tono, su primer volumen de poesía Serpiente flor analiza la conciencia del pecado original del hombre y la primitiva fuerza de la vida contra el fondo de los colores autóctonos. Después de la liberación de Corea, cambió el concepto que tenía del pecado original y la predestinación que marcó su primera poesía por la búsqueda de la vida infinita en la filosofía oriental. Gwichokdo, por ejemplo, sugiere el retorno del poeta al pensamiento oriental en la encarnación de los sentimientos autóctonos y el estilo clásico. Los poemas de Seo Jeong-ju (Seo Jeongju siseon), publicaco en 1956, contiene poemas como "A la orilla del río Han deshelándose" (Pullineun hangang ga-aeseo) y "Sangni Gwawon" (Sangni gwawon), que tratan de la reconciliación entre la naturaleza y el arraigado sentimiento de pena o han; al igual que los poemas "Grulla" (Hak) y "Rezo" (Gido), que muestran la madurez artística del poeta y su capacidad de autopercepción.
Con Sillacho alcanzó un nuevo tope artístico. El antiguo reino de Silla había sido desde hacía mucho tiempo la inspiración poética y la visión trascendental del poeta. No se trata de la entidad histórica sino de una patria imaginaria, donde la naturaleza y las personas existen en perfecta unidad. Con la historia del Silla arraigada en las ideas budistas y en su base temática, Sillacho revive el concepto del karma y la filosofía del budismo zen. Dongcheon, un poemario publicado en 1969, revela el interés de Seo Jeong-ju por el simbolismo budista.
En 1997 se tradujeron sus poemas al español y al francés gracias a un subsidio de la Fundación Cultural Daesan.
Ha publicado 15 libros de poesía y alrededor de 1000 poemas.
Después de su muerte el gobierno surcoreano le entregó la orden de oro.

## Obras en español
- Junto al crisantemo
- Poemas
- Poemas de un niño vagabundo de ochenta anõs y otros poemas escogidos
- Por la escalera del arco iris - Muestra de literatura coreana actual

## Obras en coreano (lista parcial)
- Obras completas de Seo Jeongju (Seo Jeongju munhakjeonjip)
- Poemas completos de Midang (Midang si jeonjip)